# کوسازوشی
کوسازوشی (به ژاپنی: 草双紙 Kusazōshi)، اصطلاحی است که ژانرهای مختلفی از ادبیات مصور پرطرفدار چاپ چوبی - چاپ شده در طول دوره ادو ژاپنی (۱۶۰۰–۱۸۶۸) و اوایل دوره میجی را پوشش می‌دهد. این آثار در شهر ادو (توکیو مدرن) منتشر شد.